# Hakkōda Maru
Die Hakkōda Maru (japanisch 八甲田丸) ist eine 1964 in Dienst gestellte Eisenbahnfähre der Japanischen Staatsbahn (JNR). Sie stand über 20 Jahre lang auf der Strecke von Aomori nach Hakodate im Einsatz und wurde im März 1988 ausgemustert. Seit Juli 1990 liegt die Hakkōda Maru als Museumsschiff in Aomori. Sie wird auch als Seikan Renrakusen Memorial Ship Hakkōda Maru (青函連絡船メモリアルシップ八甲田丸 ~ Memoriaru Shippu ~, deutsch ‚Aomori-Hakodate-Fährschiff [und] Museumsschiff Hakkōda Maru‘) bezeichnet.

## Geschichte

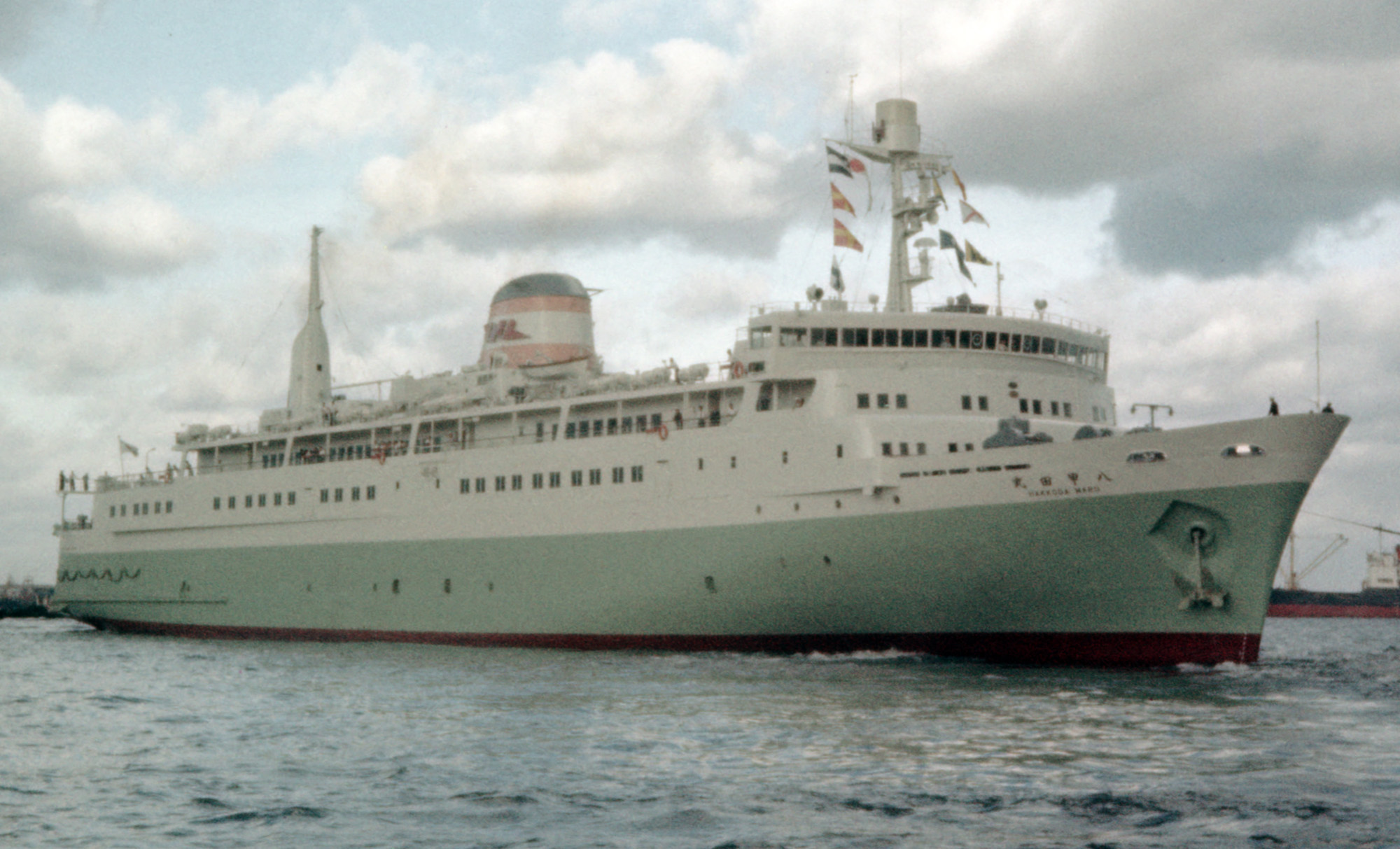
Die Hakkōda Maru in ihrer ursprünglichen Rumpffarbe, September 1967

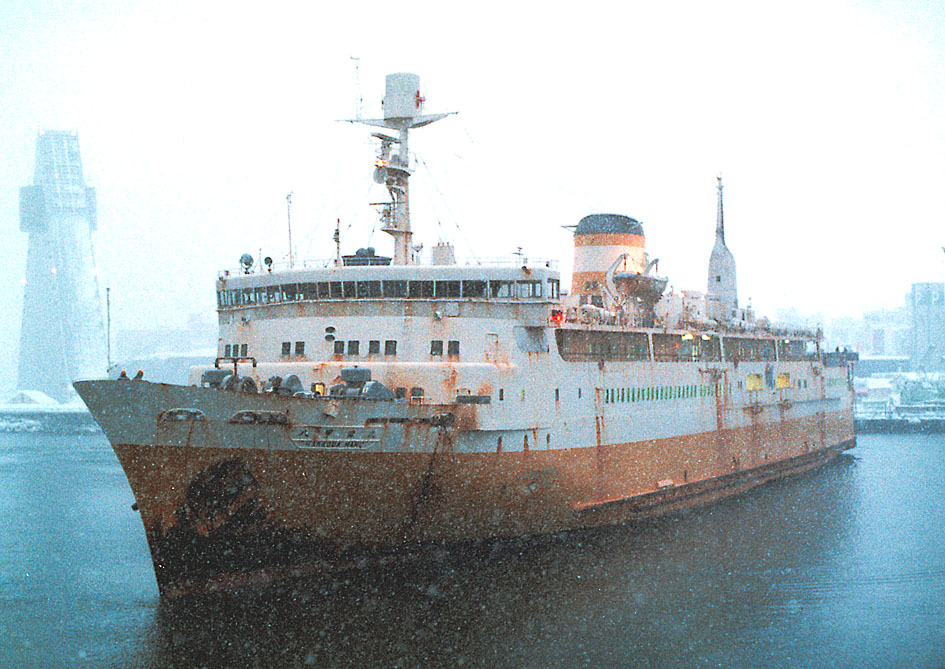
Späteres Farbschema des Schiffes, Datum unbekannt

Die Hakkōda Maru wurde am 9. Dezember 1963 unter der Baunummer 945 in der Werft von Mitsubishi Heavy Industries in Kobe auf Kiel gelegt und lief am 15. April 1964 vom Stapel. Am 31. Juli 1964 konnte das Schiff an die Japanische Staatsbahn abgeliefert werden, die Indienststellung erfolgte nach einer Probefahrt am 13. August 1964 im Fährbetrieb zwischen Aomori und Hakodate. Die Hakkōda Maru hatte sechs Schwesterschiffe, die zwischen 1964 und 1966 fertiggestellt wurden. Sie ist nach dem Hakkōda-Gebirge benannt.
In den folgenden Jahren erhielt die Hakkōda Maru mehrere Umbauten, darunter 1966 zur Vermeidung von zu starken Vibrationen der Maschinenanlage. Seit 1969 war das Schiff nach einem weiteren Umbau nur noch mit 5382 BRZ vermessen, 1973 erhöhte sich die Kapazität der Passagiere von 1200 auf 1330. Hinzu kamen in der mehr als 20 Jahre andauernden Dienstzeit mehrere Veränderungen und Modernisierungen der Passagiereinrichtungen und öffentlichen Räume. In den ersten Dienstjahren hatte die Fähre eine grünliche Rumpffarbe, die später in einen Orangeton geändert wurde.
Seit April 1987 war die Hakkōda Maru von der JR Hokkaido, einer der Nachfolger der Japanischen Staatsbahn, bereedert. Am 13. März 1988 absolvierte das Schiff seine letzte Überfahrt und beendete damit seine Laufbahn ohne größere Zwischenfälle. Mit 23 Jahren und sieben Monaten hatte es die längste Dienstzeit aller Fähren, die jemals auf dieser Strecke im Einsatz standen. Mit der Außerdienststellung der Hakkōda Maru endete auch der 1908 eingeführte Fährbetrieb zwischen Aomori und Hakodate.
Von Juli bis September 1988 diente die ausgemusterte Hakkōda Maru in Aomori als schwimmendes Veranstaltungszentrum im Rahmen der Feierlichkeiten zur Eröffnung des Seikan-Tunnels. Nach mehreren Monaten Liegezeit erfolgte zwischen September 1989 und Mai 1990 durch den Erbauer Mitsubishi Heavy Industries der Umbau der Fähre zum Museumsschiff. Im Juli 1990 erfolgte die Eröffnung.
Nach mehreren Besitzwechseln wird die Hakkōda Maru seit 2006 vom gemeinnützigen Verein Aomori Minato Club betrieben. Seit 2011 steht sie zusammen mit ihrem ebenfalls museal erhaltenen, jüngeren Schwesterschiff Mashū Maru unter Denkmalschutz. Beide Einheiten sind die einzigen als Museum zugänglichen Fährschiffe in Japan. Ein weiteres Schwesterschiff, die 1965 in Dienst gestellte Yōtei Maru, war ebenfalls über mehrere Jahre als Museumsschiff in Betrieb, wurde jedoch 2012 geschlossen und bis 2013 umweltgerecht abgewrackt.

## Als Museumsschiff
Die Hakkōda Maru liegt an einem ehemaligen Fähranleger in Aomori, Teile der alten Gleisanlagen wurden ebenfalls erhalten. Von April bis Oktober ist das Museum täglich ohne Ruhetag von 9 bis 18 Uhr geöffnet. Zwischen November und März ist es bis 17 Uhr geöffnet und hat Montags Ruhetag. Es werden auch Führungen angeboten.
Die Hakkōda Maru kann fast vollständig besichtigt werden, darunter auch auf der Kommandobrücke und in Teilen des Maschinenraums. Sie befindet sich im Originalzustand zum Zeitpunkt ihrer Außerdienststellung im März 1988. Auf dem ehemaligen Ladedeck des Schiffes sind mehrere historische Triebwagen und Waggons ausgestellt, die für die Japanische Staatsbahn und deren Nachfolger im Einsatz standen. Eine der Schiffsschrauben der Fähre kann nahe dem Museum im Hafen von Aomori besichtigt werden.
Von 1990 bis 2006 befand sich an Bord der Hakkōda Maru außerdem ein Restaurant, das jedoch nach der Übernahme durch den jetzigen Betreiber geschlossen wurde.

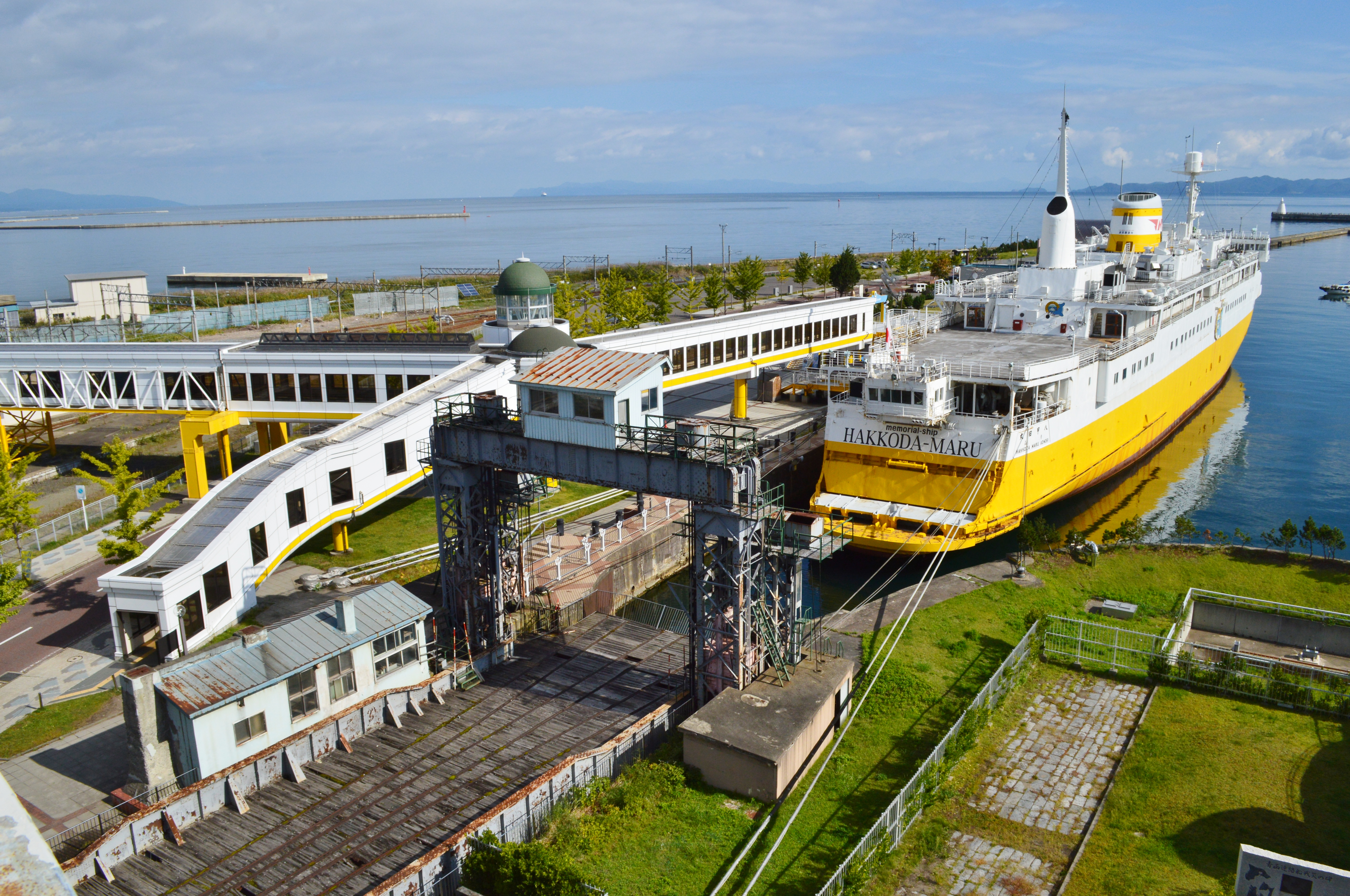
Blick über das Schiff und den Fähranleger
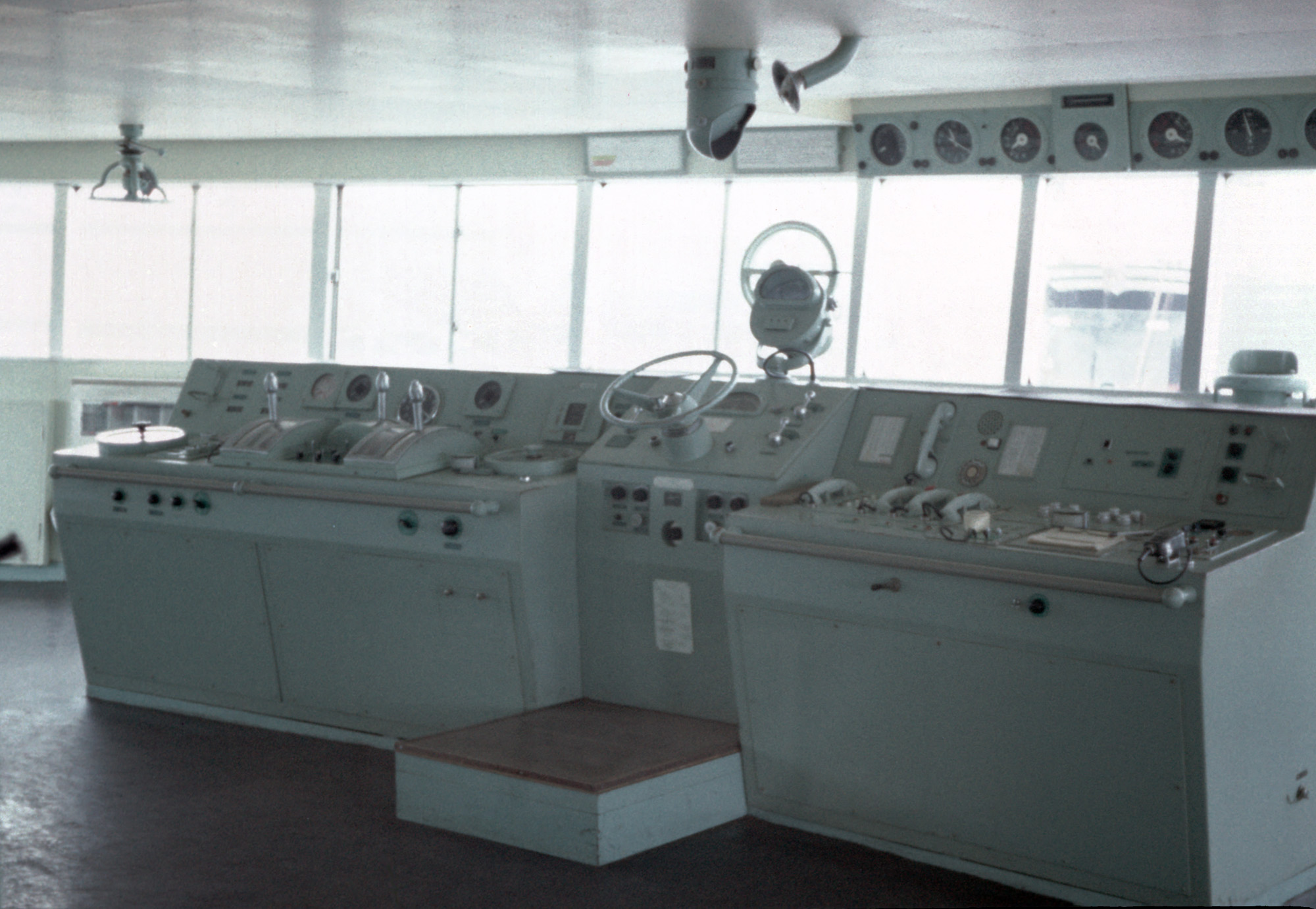
Die Kommandobrücke
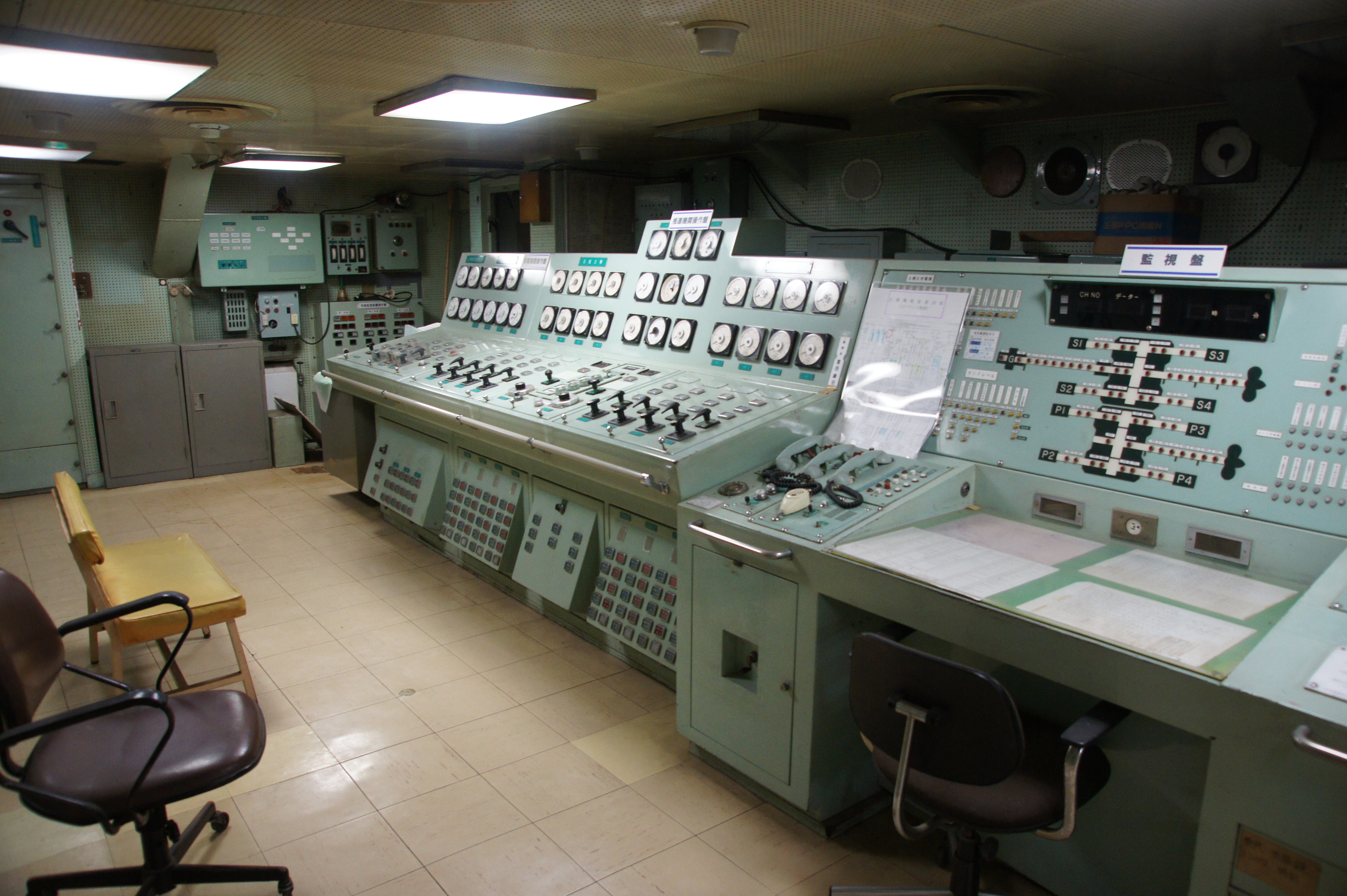
Kontrollraum
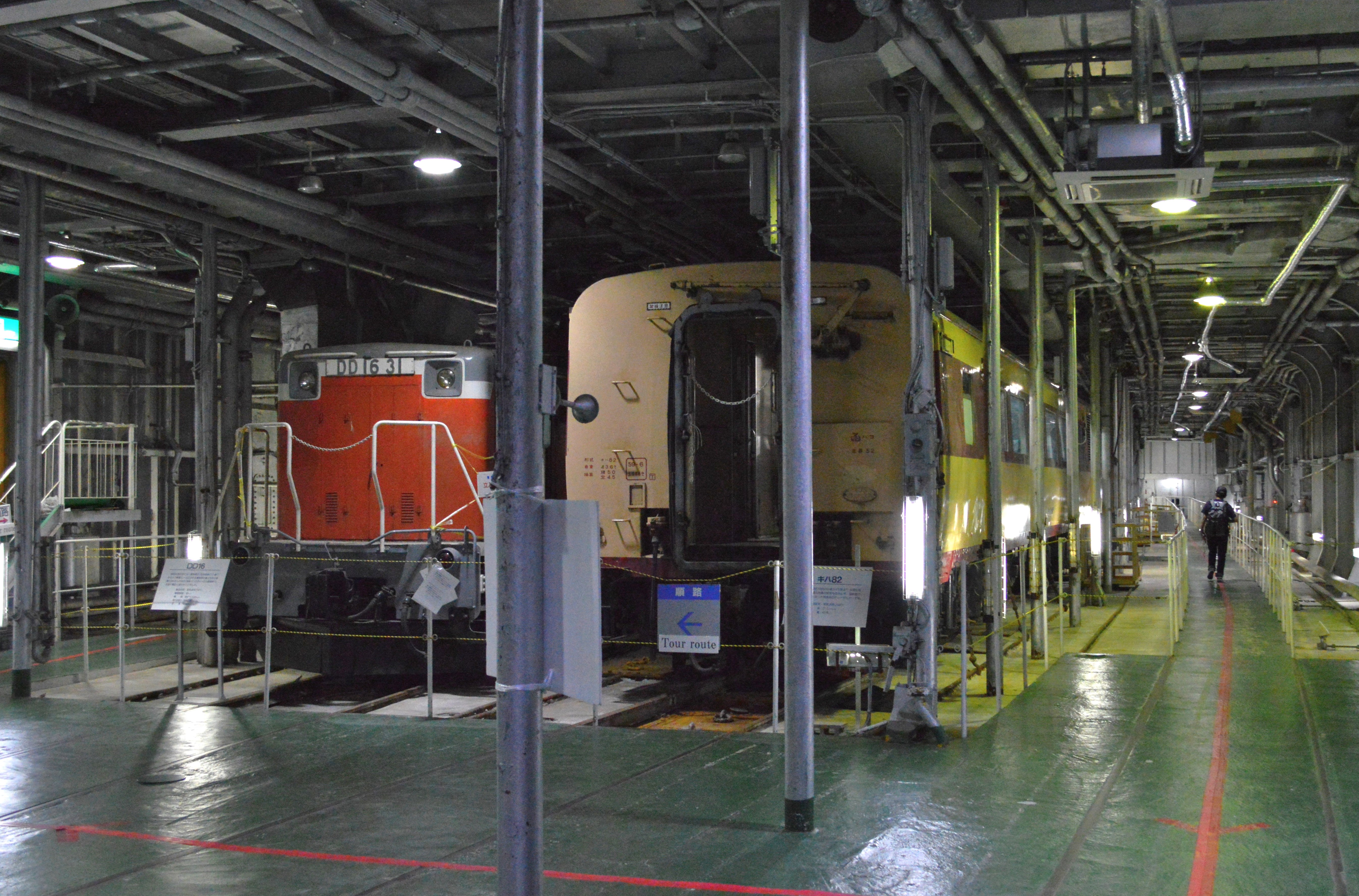
Ausgestellte Schienenfahrzeuge
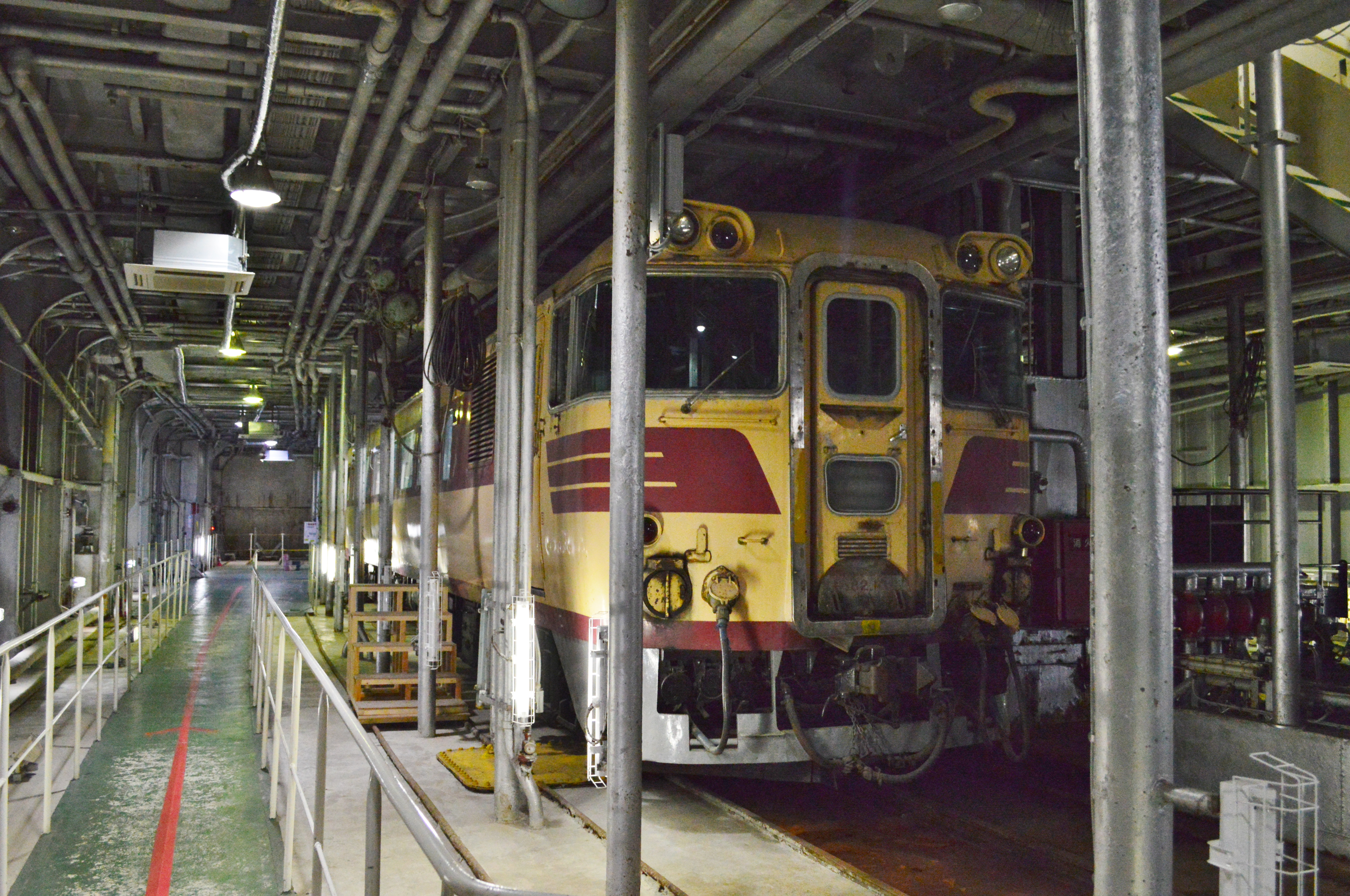
Triebwagen vom Typ JNR Kiha 80 series
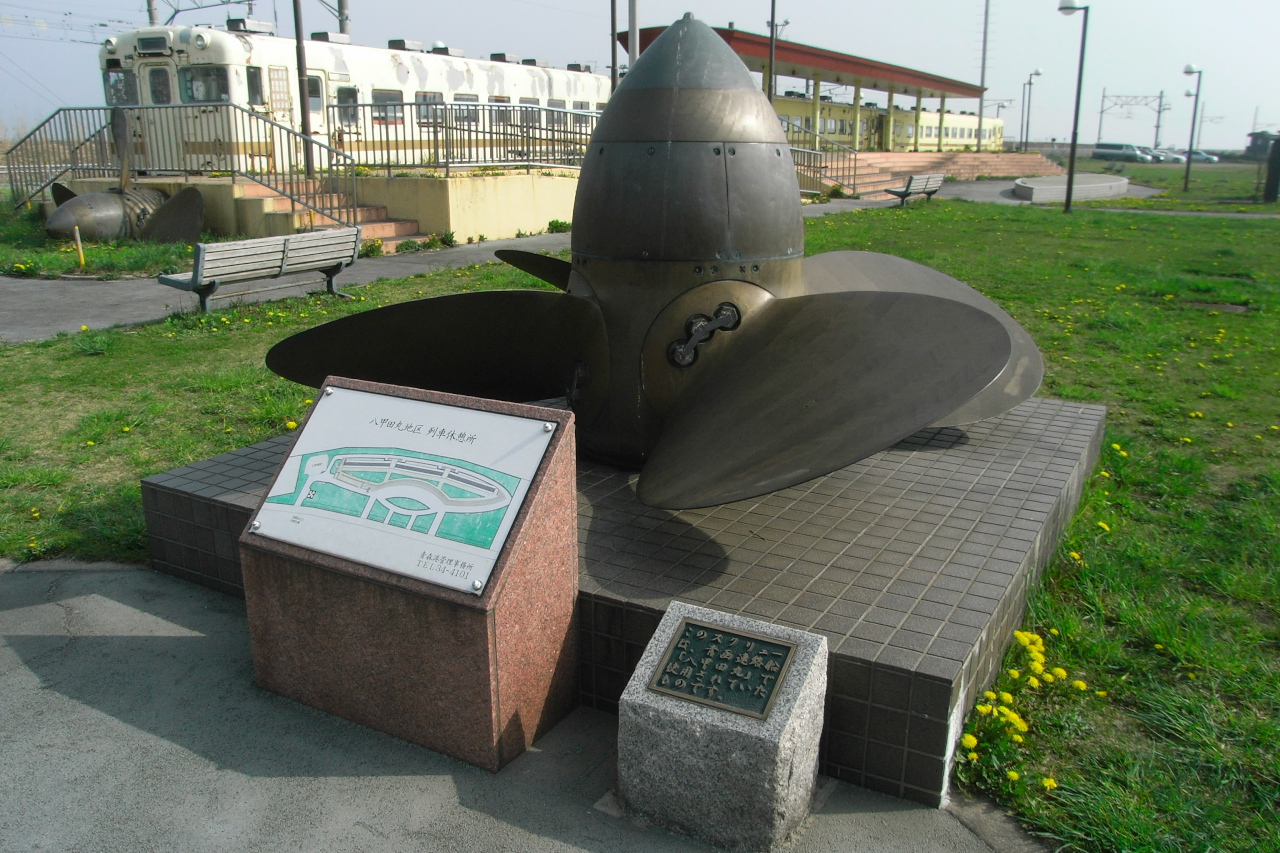
Schiffsschraube der Hakkōda Maru